# HMS Defence (1763)
HMS Defence (1763) — 74-пушечный линейный корабль 3 ранга Королевского флота, первый корабль, названный Defence (оборона).
Заказан 15 декабря 1758. Спущен на воду 31 марта 1763 года на королевской верфи в Плимуте.

## Служба

### Американская революционная война
1780 — был при мысе Финистерре, в Битве при лунном свете.
1782 — капитан Т. Ньюман (англ. T. Newman), с эскадрой сэра Роджера Бикертона (англ. R. Bickerton).
1783 — Ост-Индия; был при Куддалоре.
1784 — коммандер Эндрю Митчелл (англ. Andrew Mitchell), Ост-Индия. Вернулся в Англию в конце 1785 года.

### Французские революционные войны
Был при Первом июня, при Абукире, у Йерских островов.
1793 — капитан (позже лорд) Гамбье.
1 июня 1794 был с флотом лорда Хау в битве против флота адмирала Вилларе-Жуайёза. Повернул на противника, как только был поднят сигнал, и вырвался так далеко вперед, что один офицер предложил привести к ветру, пока другие не догонят. Капитан Гамбье отказался, сказав, что сигнал был сделан, и он будет ему подчиняться.
Defence был первым кораблем, который прорвался через линию противника, и скоро был окружен. Его грот- и бизань-мачты рухнули, и противостоящие Mucius и Tourville прошли вперед, чтобы поддержать свой авангард. После этого его атаковал Republicain; потеряв и фок-мачту, Гамбье запросил HMS Phaeton взять его на буксир.
Уильям Уэбстер (англ. William Webster), мастер, Джон Фицпатрик (англ. John Fitzpatrick), боцман, одиннадцать матросов и четверо солдат были убиты; Джон Эллиот (англ. John Elliot), штурманский помощник; Уильям Диллон (англ. William Dillon), мичман, двадцать пять матросов и десять солдат были ранены.
1794 — октябрь, капитан Уэллс (англ. Wells).
1798 — июнь, капитан Джон Пейтон (англ. John Peyton); Средиземноморский флот. С эскадрой контр-адмирала Нельсона во время поиска французского флота. 12 июня они были у Корсики, а 17 июня в Неаполе.
28 июля, не имея вестей о французах в Александрии, Нельсон направился в Сиракузы. Французы были, наконец, обнаружены 1 августа на якоре в заливе Абукир. В последовавшей битве Defence потерял 4 человека убитыми и 11 ранеными. Его фор-стеньга была сбита выстрелом.
14 августа HMS Orion, HMS Bellerophon, HMS Minotaur, HMS Defence, HMS Audacious, HMS Theseus и HMS Majestic, под командованием капитана сэра Джеймса Сумареса, вышли с рейда и направились в Гибралтар с шестью призами. Прибыли 14 сентября.
1799 — январь, капитан лорд Полет (англ. H. Paulet); на Лиссабонский станции.
1800 — с эскадрой контр-адмирала сэр Джона Уоррена у Бреста.
Вечером 10 июня 1800 по две шлюпки от HMS Defence, HMS Renown, HMS Fisgard и HMS Unicorn отвалили от борта Fisgard атаковать конвой, стоящий у Сен-Круа, форта на мысу Пенмарк. Шлюпками HMS Defence командовал лейтенант Стамп (англ. Stamp). Под шквальным огнём они вывели 3 вооружённых судна и 8 других с грузами для Бреста. Остальные 20 выбросились на скалы. 18 июня Unicorn привел призы в Плимут.
22 июня шлюпки Renown, Defence и Fisgard напали на конвой в устье реки Кемпер. Когда противник отошёл вверх по течению, они высадились и взорвали батарею и другие сооружения. В ходе нападения HMS Diamond наскочил на камни и получил пробоину в днище, но благополучно вернулся в Плимут для ремонта.
В сентябре контр-адмирал Кальдер был назначен командовать летучим отрядом у Бреста, в составе HMS Caesar, HMS Excellent, HMS Marlborough, HMS Defence и HMS Elephant.
1 октября в Плимут прибыл картельный бриг из Нанта с 114 британскими моряками и морскими пехотинцами, попавшими в плен в июле, когда пытались увести конвой из Иль-де-Нуармутье, в 20 милях к югу от Сен-Назер. Они застряли на осушке во время отлива, и когда французские войска открыли по ним огонь, несколько человек были убиты, в том числе рулевой Defence, и несколько ранены.
Defence вернулся в Плимут 11 ноября, после того как в шторм дал трещину бушприт.
Весной 1801 года был на Балтике. Присутствовал при Копенгагене, но в бою не участвовал, будучи в эскадре адмирала Паркера.
Из-за подготовки к наполеоновскому вторжению, происходившей вдоль французского побережья, с пятью другими 74-пушечными вернулся, и присоединился к Флоту Канала у Бреста.

### Наполеоновские войны
1803 — в ремонте в Чатеме.
1804 — флагман контр-адмирала Эдварда Торнборо (англ. Edward Thornborough), командира крейсерской эскадры при Текселе; ему подчинялись также HMS Scorpion и HMS Beaver.
1805 — капитан Джордж Хоуп (англ. George Hope), Кадис.
Был в подветренной колонне вице-адмирала Коллингвуда в битве при Трафальгаре 21 октября. Сражался с французским Berwick; когда менее чем через полчаса тот вышел из линии, открыл огонь всем бортом по San Ildefonso, и заставил его спустить флаг. Defence потерял 7 человек убитыми, и 29 получили ранения.
Вместе с San Ildefonso, Bahama и Swiftsure, в ночь на 26 октября переждал на якоре шторм, который уничтожил ряд призов.
1807 — капитан Чарльз Экинс (англ. Charles Ekins), Ширнесс. В августе был при Копенгагене.
Когда датский фрегат Frederickscoarn (32) вышел из Эльсинора в ночь на 14 августа, адмирал Гамбье послал Defence и HMS Comus в погоню. Comus, имея лучший ход при слабом ветре, и догнал датский фрегат и после 45 минут боя взял его на абордаж. Когда подошёл Defence, все было кончено, и он взял на борт 100 пленных.
1811 — капитан Дэвид Аткинс (англ. David Atkins). 5 июля датская флотилия из 17 канонерских лодок и 10 тяжёлых ботов, напала на конвой в сопровождении Defence, HMS Cressy, HMS Dictator, HMS Sheldrake и HMS Bruizer, в то время как они проходили остров Хьельм. Четыре канонерские лодки были взяты в плен без ущерба для конвоя.

### Гибель
16 декабря 1811 флот из примерно 150 торговых судов, вышел из Винго, недалеко от Гётеборга, под конвоем HMS Victory (флагман адмирала Сумареса), HMS St George (флагман адмирала Рейнольдса), HMS Dreadnought, HMS Vigo, HMS Cressy, HMS Orion, HMS Hero, Defence и других более мелких кораблей.
Когда задул ветер штормовой силы, адмирал Сумарес приказал Hero и некоторым кораблям помельче вернуться к Винго с частью торгового флота, а когда в проливе Бельт, у острова Лолланн St George потерял мачты, Defence и Cressy было приказано держаться к нему ближе.
В течение пяти дней три корабля боролись со штормом в Северном море, пока утром 24 декабря St George и Defence не были выброшены на ютландский берег, в районе Рингкёбинг. Defence развалился на части в течение получаса, и все находившиеся на борту утонули, за исключением пяти матросов и одного морского пехотинца, которые спаслись, держась за обломки.
Тело капитана Аткинса было найдено, когда его прибило к берегу. Из других офицеров погибли лейтенанты Бейкер (англ. J. H. Baker), Пивор (англ. Peevor), Филпот (англ. Philpot), Нельсон (англ. Nelson), и де Лиль (англ. De Listle); мистер Мэбсон (англ. Mabson), штурман, мистер Николсон (англ. Nicholson), баталер. Cressy и остальные корабли благополучно прибыли в порт.